# Centro de Memória Bunge
Criado e mantido pela Fundação Bunge desde 1994, o Centro de Memória Bunge, um dos mais ricos acervos de memória empresarial do Brasil, tem como objetivos a guarda e preservação de documentação histórica, a disseminação do conhecimento e a utilização de seu acervo pela Bunge Brasil como um instrumento estratégico de gestão, além de ser grande referência na preservação da história empresarial. Ocupa um edifício em Pinheiros, zona oeste de São Paulo.
Patrimônio histórico tombado pelo Instituto do Patrimônio Histórico e Artístico Nacional, acolheu o moinho da Bunge Brasil desde o século XIX. Atualmente, presta gratuitamente consultoria a empresas interessadas em organizar instituições voltadas ao resgate e preservação da memória, além de atender a pesquisas externas.
Para facilitar o acesso ao público e compartilhar o aprendizado construído, o Centro de Memória Bunge disponibiliza seu acervo online e conta com atividades gratuitas como Atendimento a Pesquisas, Exposições Temáticas, Visitas Técnicas e Benchmarking. 

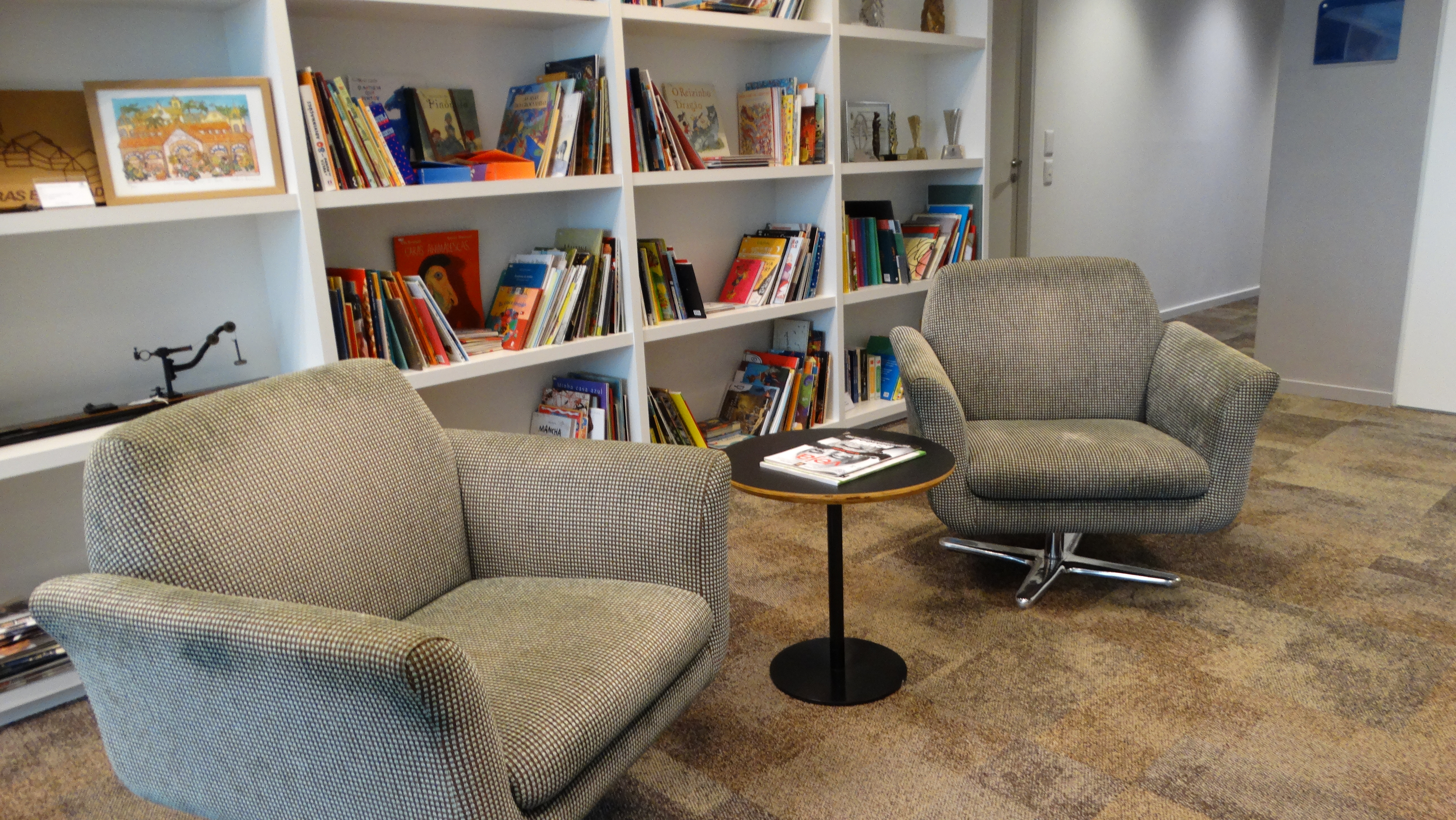

Desde 2004, o Centro de Memória Bunge promove anualmente as Jornadas Culturais, que definem-se por uma série de palestras e oficinas gratuitas ministradas por renomados profissionais, com o objetivo de conscientizar as pessoas sobre a importância da preservação de acervos históricos e patrimoniais.

## História

### Origem

#### Moinho Fluminense
Fundado em 1887 por uma declaração por meio de uma escritura pública assinada pela Princesa Isabel, o prédio, localizado no Rio de Janeiro (capital brasileira na época), abrigou as funções da Bunge Brasil até 2016.
Foi palco de várias ocasiões históricas, como por exemplo ao servir de abrigo ao Rui Barbosa (Ministro da Fazenda na época) durante a eclosão da Revolta Armada (1893). Mais tarde, Bunge Brasil mudou sua planta para Duque de Caxias, na baixada fluminense.

#### Sala Histórica

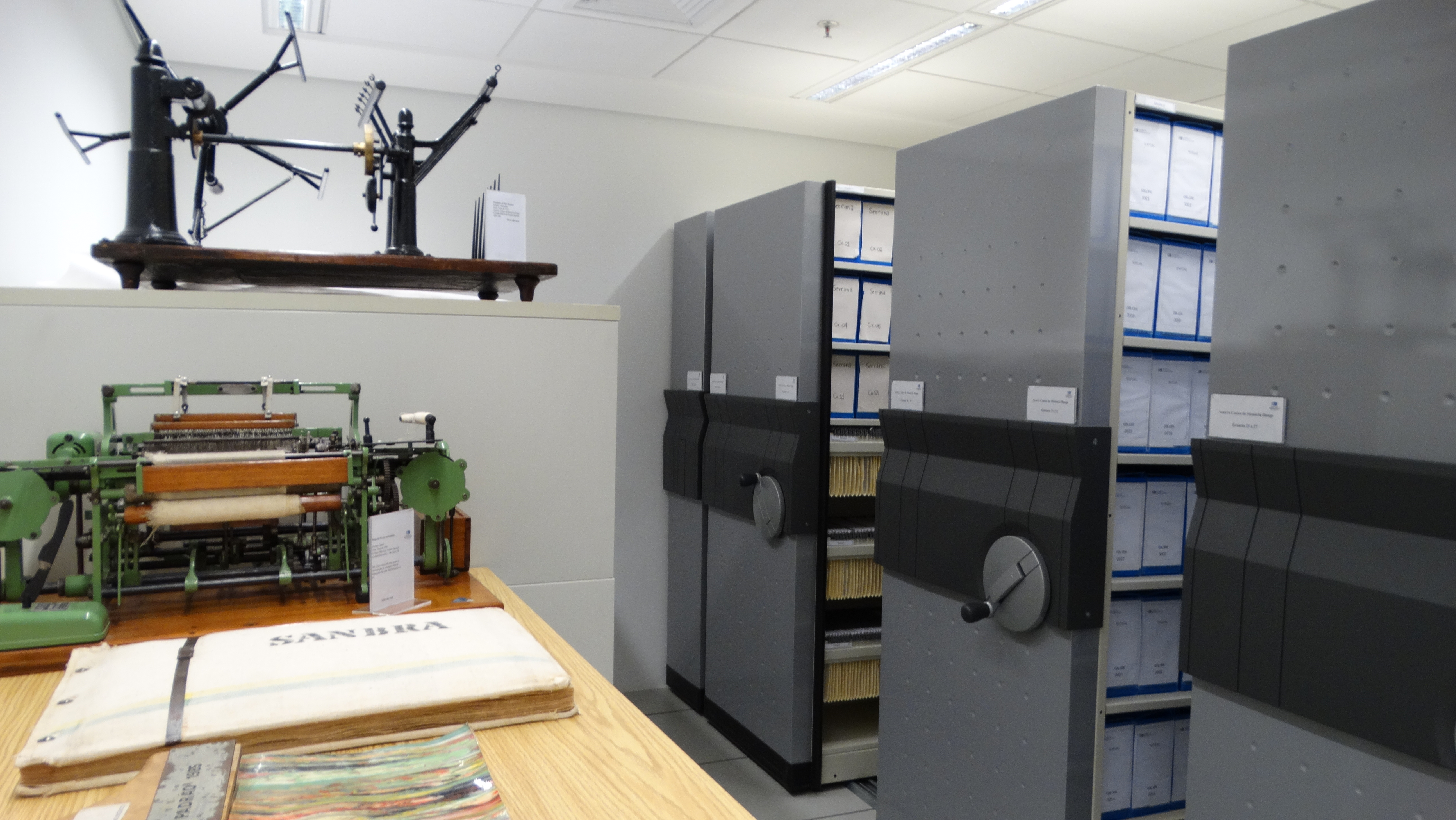

A Bunge Brasil criou, visando preservar e disseminar sua memória e, consequentemente, a memória da industrialização do Brasil, uma sala especializada para refletir os principais elementos desta história, através de imagens, objetos, documentos, maquinários e mobiliário preservados, através do Centro de Memória Bunge. Ou seja, uma Sala Histórica.
“A Sala Histórica oferece aos visitantes uma viagem no tempo. Em poucos passos podemos vivenciar 130 anos de história do Moinho e do Brasil. Cria-la foi uma forma de preservar e disseminar esta memória, mas também de homenagear o Moinho Fluminense e sua história”, conta Ana Isabel Ferraz, coordenadora do Centro de Memória Bunge.
Próximo de completar 90 anos de atuação no Brasil (o Grupo Bunge havia chegado ao Brasil em 1905, como acionista Sociedade Anônima Moinho Santista Indústrias Gerais), o Grupo Bunge lançou um projeto para preservar a história de suas empresas no Brasil: Centro de Memória Bunge. O Centro surgiu com a função de analisar todos os registros históricos, produzidos durante as nove décadas, por dezenas de empresas.

### Centro de Memória Bunge
O Centro, especializado em manter a memória de agronegócios e alimentos de empresas brasileiras, tem como finalidade incorporar a cultura do Brasil, além de constantemente encorajar seus colaboradores a celebrar as festas nacionais. Seus programas buscam valorizar o passado, garantindo que os aprendizados vividos não se percam, além de premiar iniciativas que incentivam a inovação e a disseminação de conhecimento: Prêmio Fundação Bunge.
Para simbolizar os quase 130 anos, a Sala foi setorizada em eixos temáticos: Trabalhador, Arquitetura e Trajetória do Moinho. A concepção da Sala Histórica foi centrada nas figuras emblemáticas:
- do personagem principal da história do Moinho (Trabalhador)[4]
- da passarela, que faz parte do traçado urbano do centro da cidade do Rio de Janeiro desde o começo do século passado (Arquitetura)[4]
- da azulejaria transposta da antiga sede, que representa o tempo (Trajetória do Moinho)[4]

#### Pão Francês
A Bunge, gigante do agronegócio, chegou ao Brasil em 1905 e instalou-se no Moinho Santista. Comprou, em 1914, o Moinho Fluminense e, mais tarde, ao final dos anos 20, a Bunge já vendia margarina, feito de gordura vegetal extraído do óleo de resíduos do algodão; sendo este, no Nordeste, matéria prima da crescente indústria têxtil da época. A Bunge sentia a necessidade de alimentar as cidades que cresciam em ritmo muito acelerado, principalmente São Paulo.
A origem exata da receita do pão francês é desconhecida, mas seu advento é atribuído à elite que viajava a Europa e acabou chegando ao Brasil, ensinando os padeiros locais a copiarem.
O Centro de Memória Bunge possui em seu acervo a história do pão francês, que está ligada à fase inicial do processo de industrialização no Brasil. O pão ganhou bastante relevância pois tornou-se um item básico da cultura, da gastronomia e do cotidiano brasileiro após o processo de abertura do comércio interno para produtos importados, além de receber extrema influência da grande presença de imigrantes italianos no Brasil.

## Acervo
Referência na área de preservação da memória empresarial, o Centro de Memória Bunge possui um acervo que reúne materiais de diversas origens e tipos, como documentos cartográficos, iconográficos, tridimensionais, textuais, registros em áudio e peças museológicas, entre outros, que contam a história dos mais de 100 anos da Bunge no Brasil, além de contemplar temas como história da industrialização brasileira, agronegócio, propaganda e navegação. O Centro conta com um  acervo, incluindo imagens de moinhos, antigas padarias, produtos específicos e outros itens por todo o Brasil.

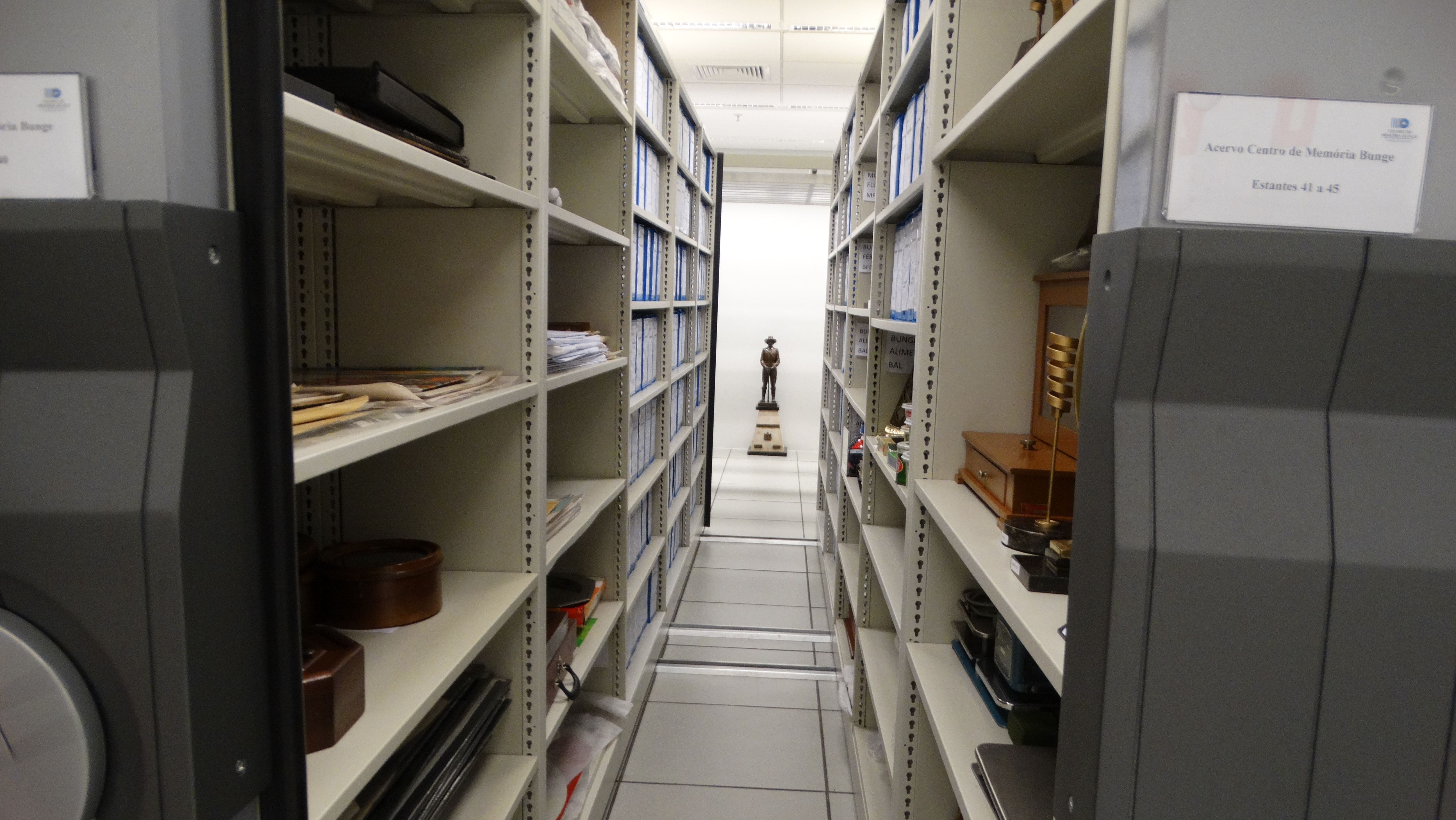

## Principais Atividades

### 2016
- II Bienal Iberoamericana de Infancias y Juventudes: realizado em novembro na Colômbia (mais especificamente em Manizales), o encontro reuniu pesquisadores, estudantes, representantes de governos e de organizações sociais para discutir políticas públicas voltadas a crianças e adolescentes.[10]
- Homenagem ao Moinho Fluminense: fundado em 1887, o prédio, localizado no Rio de Janeiro, abrigou atividades da Bunge Brasil até o ano de 2016. Tombado pelo Instituto do Patrimônio Histórico e Artístico Nacional, o patrimônio histórico teve muita relevância na história do Brasil por causa de vários fatores, como por exemplo o fato de abrigar o então Ministro da Fazenda Rui Barboza, quando eclodiu a Revolta da Armada.[15]
- Preservação de Acervos Audiovisuais: palestra organizada pelo Centro de Memória Bunge e realizada nos dias 16 e 17 de junho de 2016. O palestrante José Maria Pereira Lopes - especialista em Conservação e Restauração de obras audiovisuais, coordenador do Acervo da TV Cultura (Cedoc) - abordou a evolução nas técnicas e suportes de gerenciamento e preservação audiovisual, desde a película até as novas mídias digitais.[16]

### 2015
- Seminário Internacional: Recuperação de Solos Degradados para a Agricultura e Saneamento Básico e Manejo de Água: O evento integra as atividades do 60º Prêmio Fundação Bunge e 36º Prêmio Fundação Bunge Juventude, outorgado este ano às áreas de Ciências Agrárias, Ciências Biológicas, Ecológicas e da Saúde. Ocorreu no dia 29 de setembro de 2015.[17]
- 10ª CineOP – Mostra de Cinema de Ouro Preto: sua última cerimônia, realizada no dia 22 de junho de 2015 no Cine Vila Rica (MT), faz homenagem aos 50 anos de carreira do cineasta Luiz Carlos Lacerda. O fechamento da primeira década é marcada pela exposição de filmes históricos com acompanhamento musical do coletivo francês DoubleCadence. A programação contou com diversos convidados, entre eles a coordenadora do Centro de Memória Bunge Ana Isabel Ferraz.[18]

### 2014

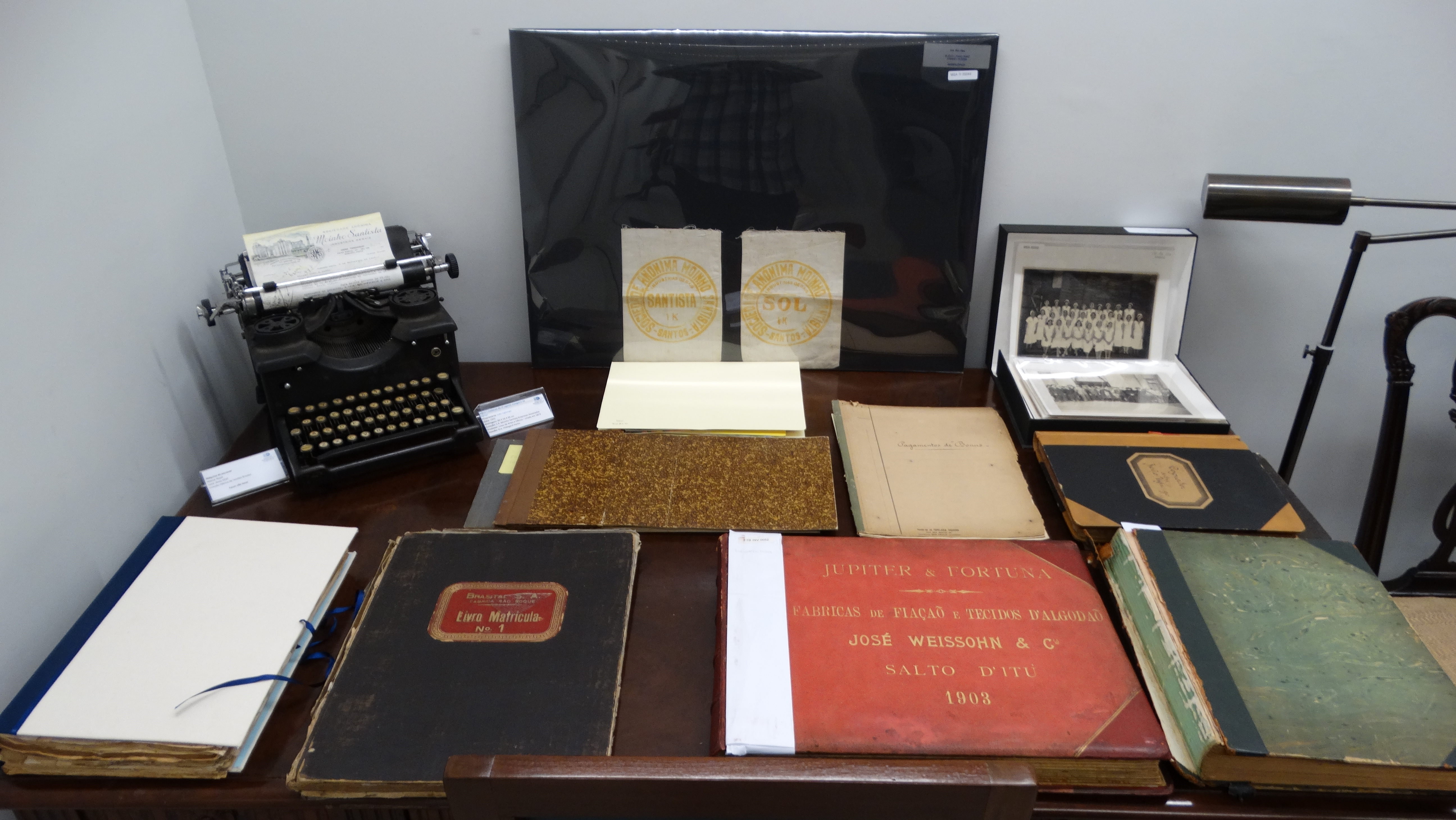

No dia 28 de agosto de 2014, o Centro convidou o São Paulo Antiga e outros veículos de comunicação para um encontro, em comemoração aos 20 anos de existência. Foi realizada uma visita para conhecer seu rico acervo.

## Jornadas Culturais

### 2016
- A importância do conhecimento na Era da Informação e como a digitalização/gerenciamento de informações pode ser um valioso patrimônio: A 12ª edição foi realizada em novembro de 2016, na Fundação Romi, em Santa Bárbara d'Oeste (SP). O evento já ocorreu anteriormente em Curitiba (PR), São Paulo (SP) e Itacoatiara (SP), encerrando o ciclo em Santa Bárbara d'Oeste (SP).[19][14][20][21].Foi de extrema importância para a gestão de arquivos de entidades públicas, organizações privadas e grupos sociais.[14]

### 2015
- Arquivo audiovisual: oportunidades e desafios na Era Digital: palestra realizada no dia 9 de dezembro de 2015 na Sala Itaú Cultural (SP) e organizada pelo Centro de Memória Bunge. Teve como palestrante Maria Fernanda Curado Coelho, mestre em Ciência da Comunicação e especialista em Conservação Audiovisual,  abordou o processo de criar e preservar a ilusão no passado e faz uma relação com a Era Digital.[6][22]
- A importância dos centros de memória para as instituições e a sociedade: palestra realizada no dia 27 de novembro de 2015 na Casa Fiat de Cultura, em Belo Horizonte (MG). Teve como palestrante a Márcia Pazin, historiadora, doutora e mestre em História Social pela USP e especialista em Organização de Arquivos.[6]
- Política e preservação de acervo: palestra realizada no dia 29 de outubro de 2015 na Sala Itaú Cultural (SP). Teve como palestrante Norma Cianflone Cassares, química especializada em Conservação, Preservação e Restauro de Acervos e autora de publicações de referência na área.[6]
- Cultura Acessível: Curadoria, Comunicação e Formação de Público: palestra organizada pelo Centro de Memória Bunge, em parceria com o Itaú Cultural, e realizada no dia 24 de setembro de 2015 com a palestrante Panelli Sarraf.[23][24][6]
- A importância dos centros de memória para as instituições e sociedade: promovido pela Fundação Bunge, juntamente com o Itaú Cultural, o 6° encontro aconteceu no Museu Oscar Niemeyer, em Curitiba. Realizada no dia 21 de agosto de 2015, contou com a participação do Centro de Memória da PUCPR e do Círculo de Estudos Bandeirantes.[25][26] A palestrante e historiadora Márcia Pazin abordou "a atuação dos Centros de Memória Corporativos e como esse tipo de instituição pode trabalhar o patrimônio histórico de uma empresa, em projetos de cultura organizacional, em gestão do conhecimento e em iniciativas nos diversos setores corporativos".[26][27][6]
- Acervos fotográficos históricos: organização, pesquisa e usos de documentos visuais: evento promovido pelo Centro de Memória Bunge e pelo Centro de Memória do Itaú Cultural (SP). Realizado nos dias 30 e 31 de julho de 2015, a especialista e doutora em História Social Aline Lopes de Lacerda abordou o tema organização de acervos fotográficos.[28]
- Propriedade Intelectual: palestra realizada no dia 18 de junho de 2015 na Sala Itaú Cultural (SP). Teve como palestrante Victor Gameiro Drummond, mestre e doutor em Direito, além de especialista em Propriedade Intelectual e Direito do Entretenimento.[6]
- A Memória como Patrimônio Empresarial: 3° encontro ocorreu no dia 21 de maio de 2015 promovidos pela Fundação Bunge e pelo Itaú Cultural. Teve como palestrante Renato de Oliveira Diniz também é historiador, doutor em história e especialista em memória empresarial.[5][6]
- Digitalização de documentos arquivísticos: palestra realizada no dia 29 de abril de 2015 na Universidade Presbiteriana Mackenzie, no Auditório Nobre (SP). Teve como palestrante Millard Schisler, mestre em Artes Visuais e especialista em organização, preservação e digitalização de acervos bidimensionais.[6]
- Aplicação da gestão do conhecimento para a formação da memória organizacional em ambientes empresariais: palestra realizada no dia 26 de março de 2015 na Sala Itaú Cultural (SP). Teve como palestrante a Marta Valentim, pesquisadora da área de Ciência da Informação e Livre Docente em "Informação, Conhecimento e Inteligência Organizacional".[6]

## Ver Também
- Itaú Cultural
- Instituto do Patrimônio Histórico e Artístico Nacional